# Bessatsu CoroCoro Comic
Bessatsu CoroCoro Comic (別冊コロコロコミック?, Bessatsu KoroKoro Komikku) è una rivista di manga kodomo giapponese pubblicata dalla Shogakukan.
Nasce come costola della rivista maggiore CoroCoro Comic, dalla quale prende e continua anche alcuni titoli, tra cui alcuni manga dei Pokémon e Doraemon. Da come è visibile nell'elenco dei manga pubblicati, molti di essi si basano su giochi (famosi o meno) creati in patria, ed arrivati spesso anche in Europa.

## Alcuni manga pubblicati
- Honoo no Toukyuuji Dodge Danpei (dal 1989)
- Pocket Monster (dal 1996)
- Ratchet & Clank (dal 2004)
- Ape Escape (dal 2004)
- Keshikasu-kun (dal 2004)
- Densetsu no Stafy (dal 2006)
- Treasure Ghost (dal 2006)
- Saiyuuki Hero Gokuuden (dal 2006)
- Pocket Monster - Diamond & Pearl (dal 2006)